# سابین اودپان
سابین اودپان (فرانسوی: Sabine Haudepin‎) هنرپیشه اهل فرانسه است. او از سال ۱۹۶۲ تا کنون در بیش از ۵۰ فیلم بازی کرده‌است که از مهم‌ترین آنها می‌توان ژول و ژیم، فیلم دلپذیر و آخرین مترو را نام برد.